# Tulpstekker

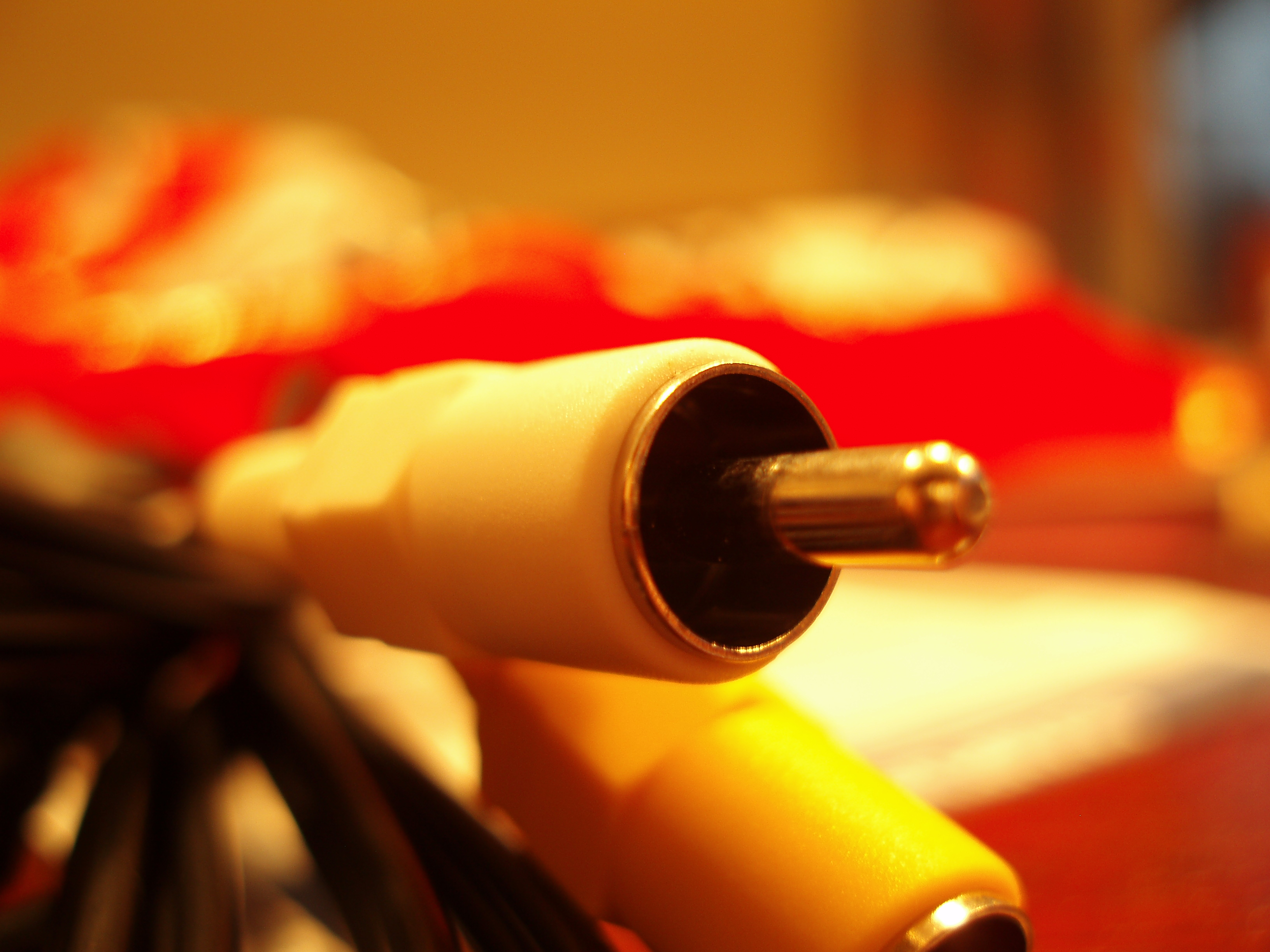
Tulpstekker

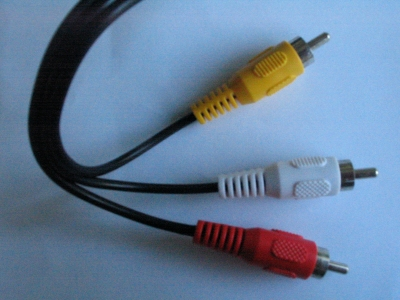
Tulpstekkers voor composietvideo en stereoaudio

Een tulpstekker, cinchstekker of RCA-stekker is een coaxiale stekker die wordt gebruikt voor het verbinden van audio- en videoapparatuur. De benaming RCA komt van Radio Corporation of America, het bedrijf dat dit stekkertype rond 1940 op de markt bracht.
Over de kleuren is tussen de fabrikanten geen volledige overeenstemming, de meest voorkomende kleuren zijn als volgt.
- Stereo-audio
  - Rechts: Rood 
  - Links: Wit, vroeger ook Zwart
- Stereo, bidirectioneel
  - Rechts: Rood 
  - Links: Wit
  - Rechts: Geel
  - Links: Zwart
- 5.1-audio
  - Rechts: Rood 
  - Links: Wit
  - Rechtsachter Rood , Grijs (onder andere Philips), Beige
  - Linksachter: Wit , Blauw (onder andere Philips), Oranje
  - Midden: Rood  (AMW), Zwart (Oasis), Blauw (Philips), Groen
  - Subwoofer: Wit (AMW), Zwart (Oasis), Paars (o.a. Philips)
- Digitaal audio
  - S/PDIF, DTS of PCM: Zwart
  - Dolby Digital: Oranje (vaak aangeduid als "coax", hoewel elke tulpverbinding coaxiaal is)
- Composietvideo
  - CVBS: Geel
- Component video
  - Y: Groen
  - Cb/Pb: Blauw
  - Cr/Pr: Rood
- Afstandsbediening
  - Cinema link of ESI bus: Groen (beide Philips)
  - Afstandsbediening: Oranje (Philips)

Er wordt geen kleuronderscheid meer gemaakt tussen in- en uitgangen, de stekkers aan de beide uiteinden van een kabel hebben steeds dezelfde kleur. De gebruiker moet er dus zelf op letten dat geen verbinding wordt gemaakt met een ingang als een uitgang bedoeld is, of andersom.
Er wordt ook geen onderscheid gemaakt tussen lijningangen (voor bijna alle audioapparaten) en grammofooningangen (die een veel lager signaalniveau hebben). Voor beide worden dezelfde tulpstekkers met dezelfde kleuren gebruikt.